# レイクウッド (オハイオ州)
レイクウッド（Lakewood）は、アメリカ合衆国オハイオ州のカヤホガ郡にある都市。クリーブランドの西に隣接する郊外都市である。人口は5万0942人（2020年）で、市域面積はわずか14.32km2と狭小であるため、人口密度はクリーブランドより高い。

## 歴史

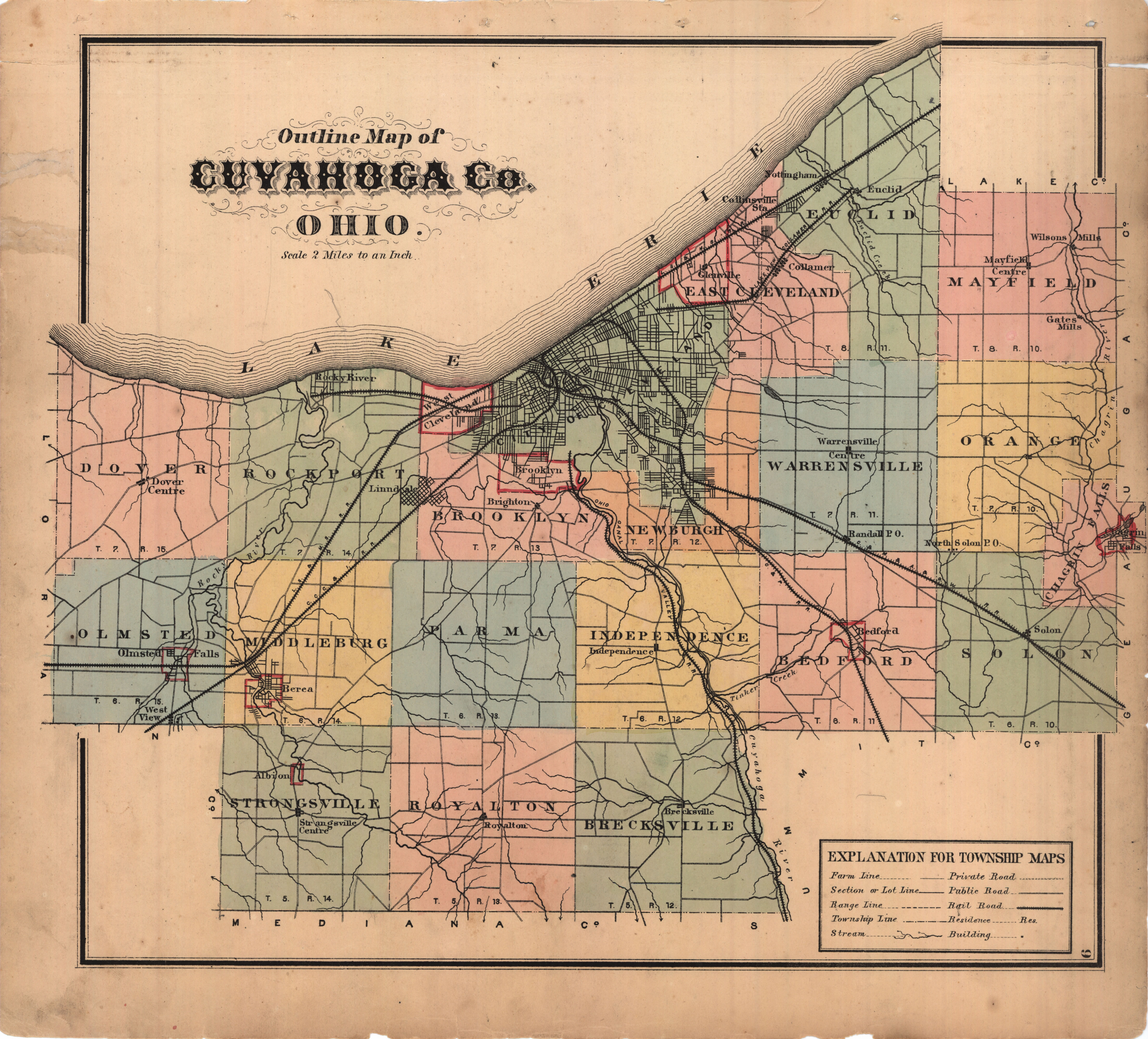
ロックポート郡区が記されたカヤホガ郡の地図（1874年）

今日のレイクウッドがあるこの地は、1805年当時は単にコネチカット西部保留地の7号郡区14号地と呼ばれていた。その頃のこの地は、ニューヨーク州バッファローからミシガン準州デトロイトへと通ずるヒューロン・ポスト・ロードの道中に、木が生い茂った原野が広がるだけであった。1819年にこの地一帯に18家族が入植し、7号郡区14号地はロックポート郡区に改称された。1871年には、この地はニューイングランドおよびニューヨーク州からの移住者や、イギリス系、ドイツ系、東欧系の移民を集めて、イーストロックポートと呼ばれる農村になっていた。やがて1889年、人口400人となったイーストロックポートは、現称のレイクウッドという名の集落としてロックポート郡区から分離独立した。
20世紀に入ると、この頃全米10大都市の1つに数えられるようになったクリーブランドの郊外都市として、レイクウッドは急成長した。1903年には、レイクウッドは人口3,500人の村となった。そのわずか8年後、1911年には、レイクウッドは人口12,000人を数え、市制を施行した。1930年の国勢調査では、レイクウッドの人口は既に7万人を超えていた。
この頃のレイクウッド成長を支えたのは、主にストリートカーによる交通網の発展であった。1893年にはデトロイト・アベニューに、1903年にはクリフトン・ブールバードに、そして1916年にはマディソン・アベニューにストリートカーが開通した。一方、インターアーバンの開通によって、レイクウッドはさらに西郊とも結ばれるようになった。
まず住宅地化が進んだのは現在の市の南東部、概ねウェスト117thストリートからマディソン公園までのマディソン・ストリート沿いであった。1894年にナショナル・カーボンが、工場労働者用の住宅地とするために、この地区に400戸の宅地を区画すると、主に東欧系の移民が住み着くようになった。一方、現在の市の北西部、ロッキー川の河口東岸には、1890年代後半に公園の遊歩道のように街路を曲がりくねらせた、高級住宅地が形成され、クリーブランドの実業家やプロフェッショナル層が住み着くようになった。現在の市の中部では、1890年代から1920年代にかけて、主に1-2世帯用の一戸建てを中心とした住宅街が形成された。1930年代に入ると、ストリートカーの通ったデトロイト・アベニューやマディソン・アベニューを中心に、市内に200棟以上のアパートが建ち並んだ。
20世紀初頭から前半にかけて、21世紀初頭におけるブーンバーブのような高い成長を遂げ、クリーブランドの大型郊外都市の1つとなったレイクウッドであったが、1930年代以降、20世紀中盤にはその成長が止まった。クリーブランドとレイクウッドの市境を成すウェスト117thストリートは、当時は商業の中心地となっていた通りであったが、20世紀初頭に建てられた建物はほとんど取り壊された。20世紀中盤に入るとレイクウッドでもモータリゼーションが進み、それまでレイクウッドの成長を支えてきたストリートカーも、1954年のマディソン・アベニュー線を最後に全て廃線となった。
1970年代以降、レイクウッドの人口は減少へと転じ、2010年の国勢調査では人口52,131人と、1970年からは25%以上減少している。しかし、パーマやクリーブランドハイツ、ロッキーリバーなどと同様、レイクウッドは20代から30代前半の若年成人層、特に人種的少数者には人気の住宅地となっている。また、2010年には、ビジネスウィーク誌の記事で、レイクウッドはオハイオで子供を育てるのに最も良い場所として取り上げられた。

## 地理

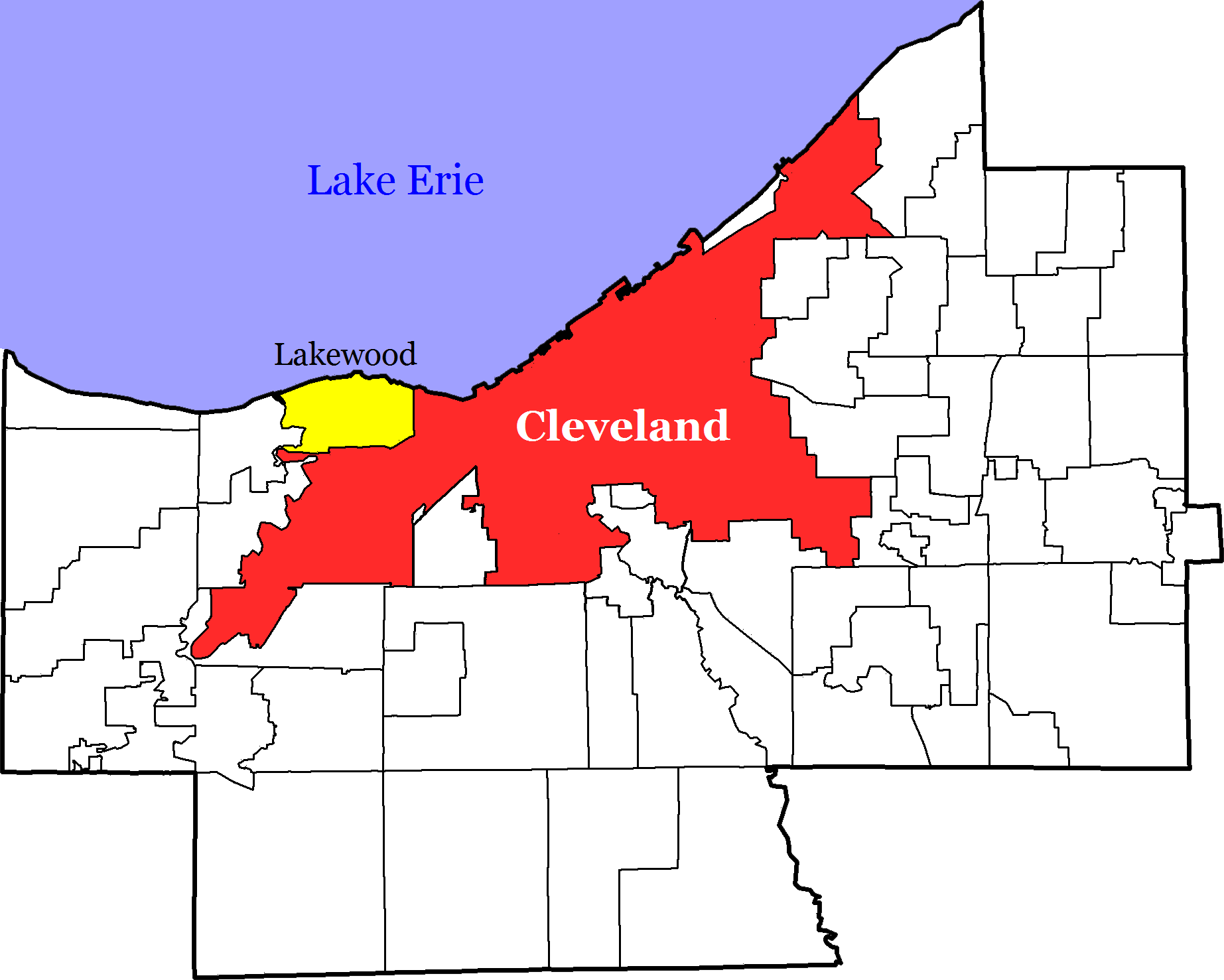
レイクウッドとクリーブランドの相対的な位置

レイクウッドは北緯41度28分51秒 西経81度48分1秒 / 北緯41.48083度 西経81.80028度に位置している。市はクリーブランドの西に隣接し、クリーブランドのダウンタウンからは西へ約10kmである。
アメリカ合衆国国勢調査局によると、レイクウッド市は総面積17.33km2（6.69mi2）である。そのうち14.32km2（5.53mi2）が陸地で3.00km2（1.16mi2）が水域である。総面積の17.33%が水域となっている。
市域はクリーブランドのウェスト117thストリートをクリーブランドとの東の市境とし、南の市境は概ね州間高速道路90号線に沿ている。西はエリー湖に注ぐロッキー川がロッキーリバー市との市境になっており、北はエリー湖に面している。市域はエリー湖に向かって緩やかに傾斜しており、その標高はエリー湖岸に近い市北部では概ね192-198m、市中部では207-222m、市南部では225-229mである。エリー湖面の標高は174mである。

## 都市概観

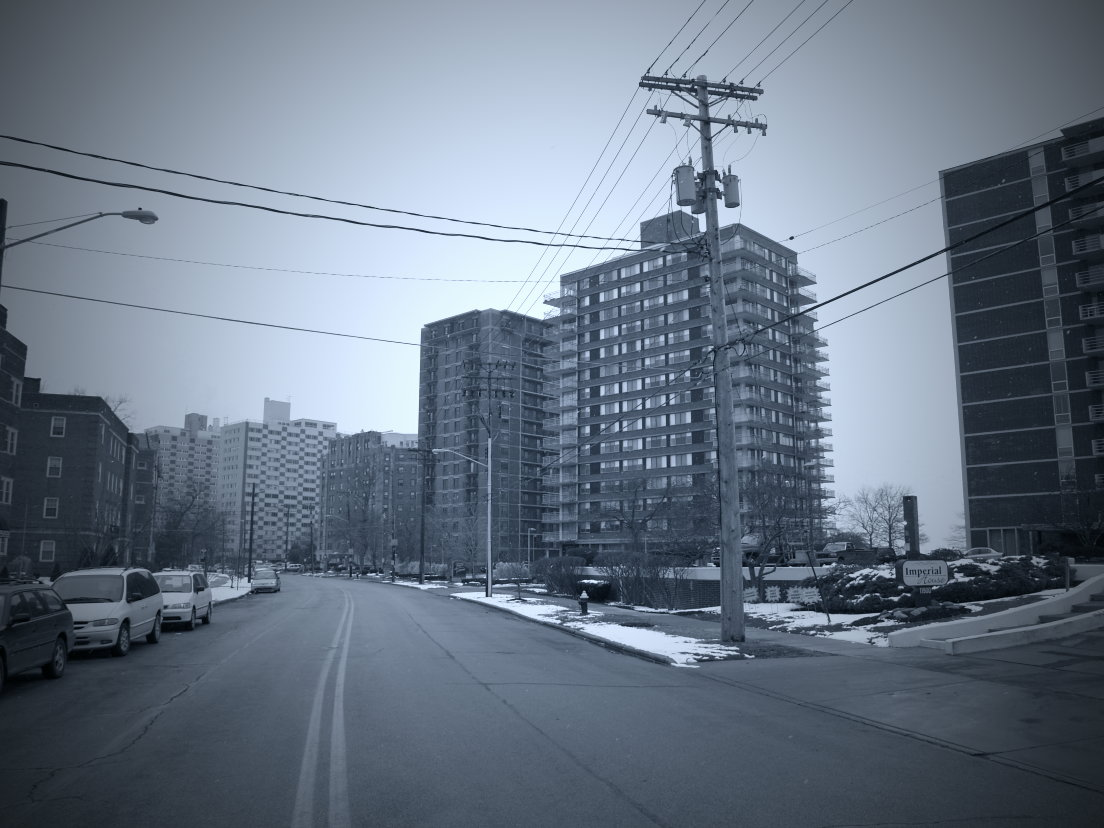
ゴールド・コースト地区の高層アパート群

レイクウッドは郊外の住宅都市であるため、明確なダウンタウンは持っておらず、市の大部分にわたって一軒家を中心とした住宅地が広がっているが、市北東部、エリー湖に面したゴールド・コーストと呼ばれる地区には高層のアパートが林立している。レイクウッドで最も高い建物はゴールド・コースト地区に建つ高さ80.5m、28階建てのウィントン・プレース・アパートメンツである。また、市中部を東西に貫くデトロイト・アベニュー沿い、東はバンツ・ロードから西はレイクランド・アベニューまでの15ブロック区間は、密度こそ高くはないものの、商店や飲食店、銀行などが連なる商業地区となっている。レイクウッドの街路は、市北西部、ロッキー河畔の高級住宅地クリフトン・パーク等、ところどころに曲がりくねった街路があるものの、市の大部分において整然と区画されている。クリーブランドとの市境になっているウェスト117thストリートを除いては、レイクウッド市内には数字のついた通りは無い。

## 気候
レイクウッドを含むクリーブランド都市圏の気候は温暖で湿気の多い夏と寒い冬に特徴付けられる。またカナダからの寒気がエリー湖で湿気を増すため、クリーブランド都市圏における冬季の降雪量は多く、ブリザードも吹く。気候についての詳細は、クリーブランド (オハイオ州)#気候を参照のこと。

## 政治
レイクウッドは市長制を採っている。市長は市の代表、またスポークスパーソンであると共に、市の行政実務の責任者であり、また市の治安維持に責任を負う公共安全局の長を兼ねている。市長は全市からの投票によって選出され、その任期は4年である。
市議会は市憲章の下で、市の立法機関と役割を担っている。市議会は7人の議員から成っており、そのうち4人は市を4つに分けた選挙区から1人ずつ選出され、残りの3人が全市から選出される。市議会の議長は7人の議員の中から選出される。また、市の書記官は議員とは別に任命される。市議員の任期は4年で、2年ごとに半数を改選する。

## 交通
クリーブランドの公共交通機関であるRTAの路線バス網は、クリーブランド市内のみならず、カヤホガ郡内を広くカバーしており、レイクウッドにも#25、#26、#78、および#83の4系統が通っている。また、RTAのBRTの1本で、ダウンタウンのクリーブランド州立大学から西郊を結ぶクリーブランド・ステート線は、レイクウッドの南西に隣接するフェアビューパーク市のウェストゲート交通センターへ向かう本線（#55）のほか、レイクウッド公園へ向かう#55A、ベイビレッジ市へ向かう#55B、ウェストレイク市のクロッカー公園へ向かう#55Cの3本の支線すべてがレイクウッドを通る。また、RTAの地下鉄レッドラインは、レイクウッド市域南東端、クリーブランドとの市境上にウェスト117th・マディソン駅を置いている。
州間高速道路90号線は市の南端を通っている。I-90は大陸を横断する幹線の1つであり、クリーブランド都市圏内においてはダウンタウンと東西郊を結ぶ放射線の役割を果たしている。また、クリフトン・ブールバード（国道6号線・国道20号線・州道2号線併用）はウェスト117thストリートの東、クリーブランド市域に入ると1.6kmほどでクリーブランド・メモリアル・ショアウェイに入り、クリーブランドのダウンタウン、ファーストエナジー・スタジアムやロックの殿堂、バーク・レイクフロント空港が立地するレイクフロント地区へと直結する。
クリーブランド・ホプキンス国際空港（IATA: CLE）が最寄りの空港である。レイクウッドからは南へ約11kmに立地している。ユナイテッド航空をはじめ、デルタ・アメリカン両航空会社やサウスウエスト航空、ジェットブルー航空も就航しており、各社のハブ空港からの便を中心に全米から多数の直行便がある。

## 教育

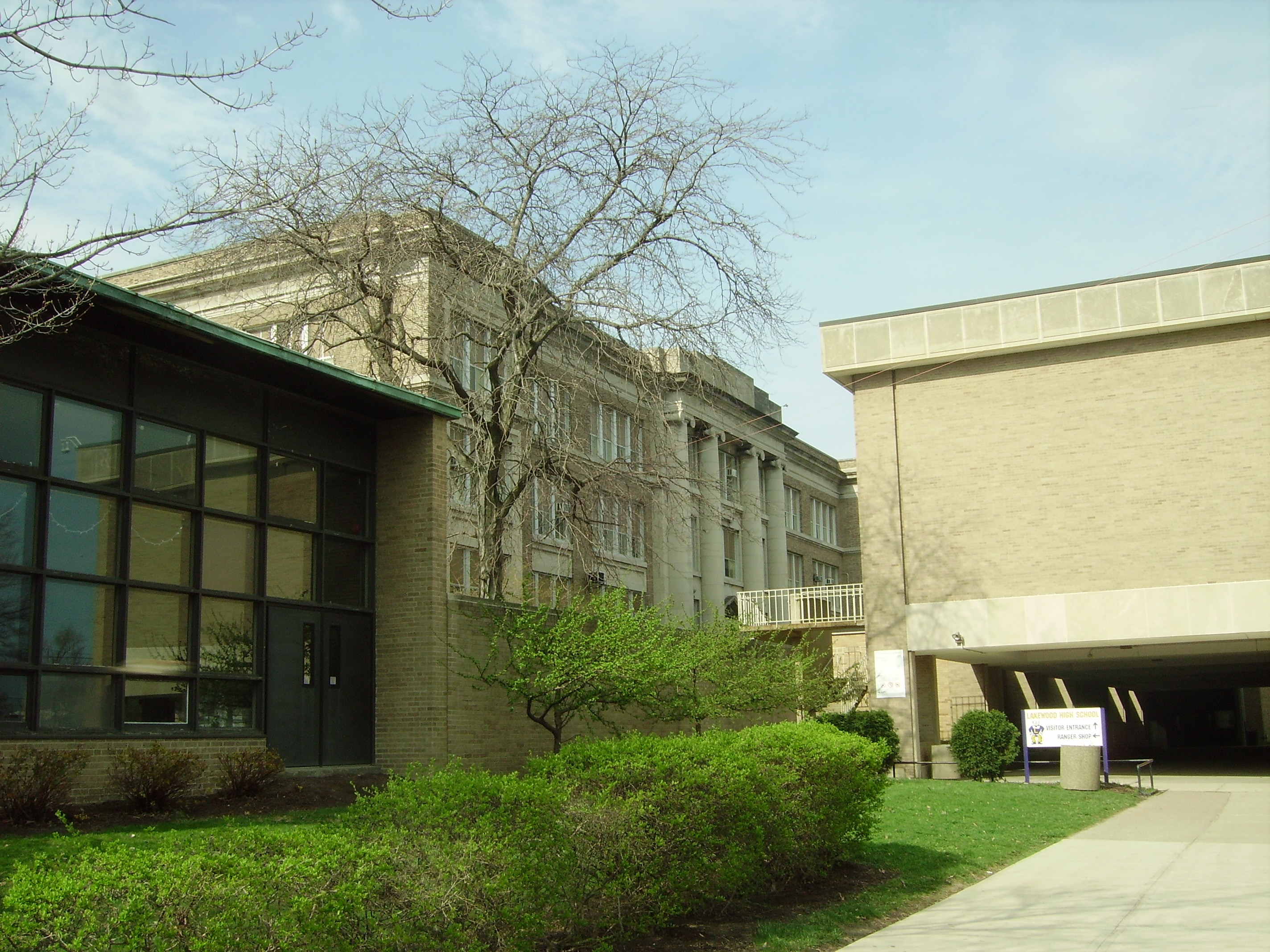
レイクウッド高校（2009年4月）

アクロン大学は市中央部、デトロイト・アベニューとウォーレン・ロードの南東角にレイクウッド校を置いている。同校は、ソーシャルワーク学士および修士、看護学修士、および経営学修士の学位を授与するプログラムのほか、既に準学士の学位を有する看護士が学士号を取得するためのプログラムを提供している。
レイクウッドにおけるK-12課程は主にレイクウッド市学区の管轄下にある公立学校によって支えられている。同学区は小学校（幼稚園・1-5年生）7校、中学校（6-8年生）2校、高校（9-12年生）1校、チャーター・スクール1校を有し、約5,300人の児童・生徒を抱えている。
デトロイト・アベニューとマーズ・アベニュー、アーサー・アベニューに囲まれたブロックにはレイクウッド公立図書館の本館が立地している。この図書館は1916年に建てられたカーネギー図書館の1つで、現在では書籍、フィルム、音楽をあわせて約420,000点を所蔵している。また、同館はマディソン・アベニューとクラレンス・アベニューの突き当り南側にも、約53,000点を所蔵するマディソン支館を有している。

## 文化と名所

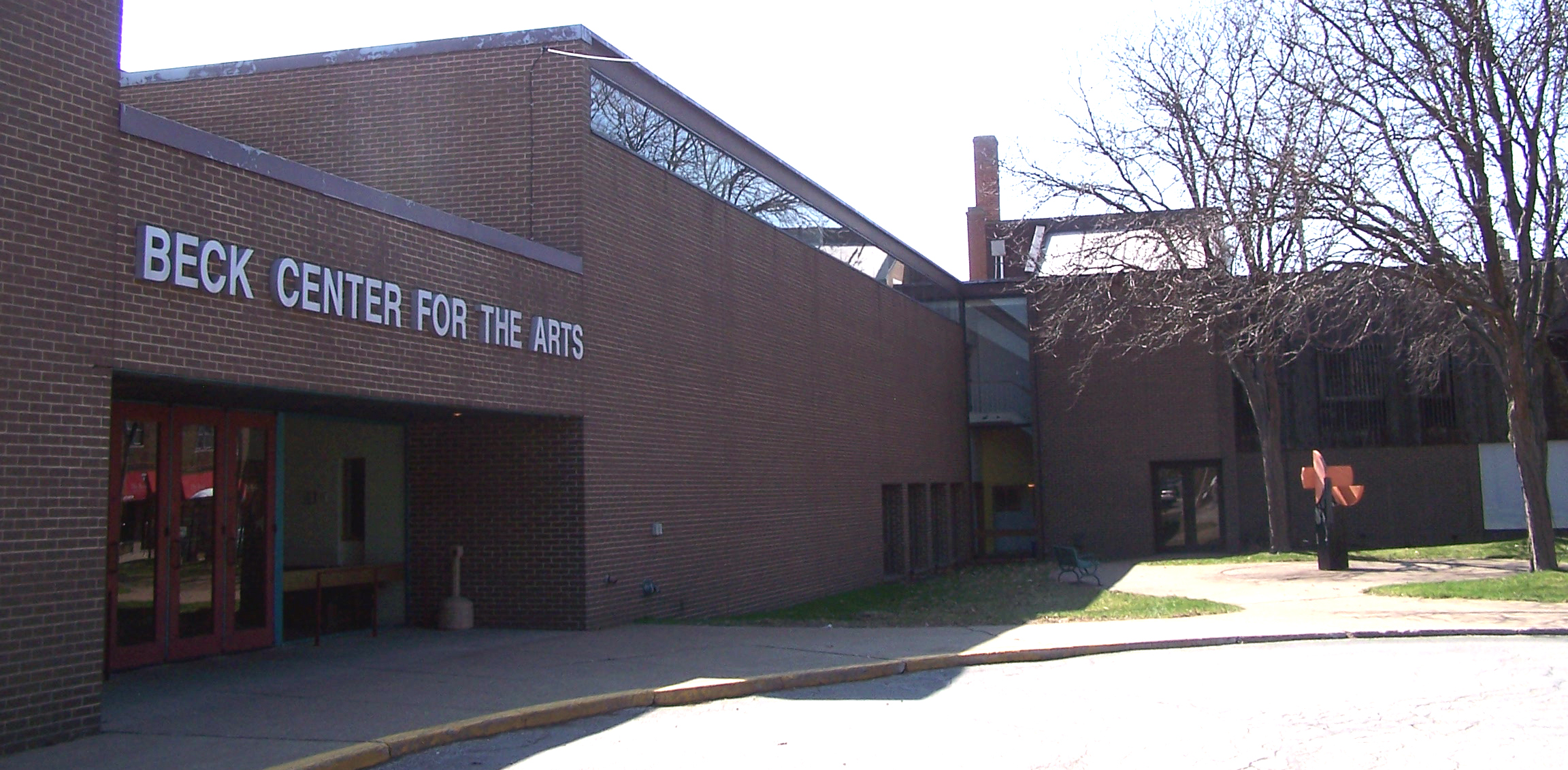
ベック芸術センター

ベック芸術センターは市西部のデトロイト・アベニュー沿いに立地している。同センターは劇場、ギャラリー、芸術教室を兼ねた複合芸術センターである。劇場ではプロの劇団によるミュージカル、ドラマ、コメディ等多岐にわたるジャンルの公演に加えて、同センターの演劇プログラムに在籍する6-19歳の生徒の中からオーディションで選抜された青少年劇団による公演も行われている。同センターのギャラリーでは、通年にわたって国内外および地域の芸術家の作品を展示している。また、同センターは館内および地域の学校で、ダンス、音楽、演劇、視覚芸術といった、多岐にわたる芸術講座を開講している。

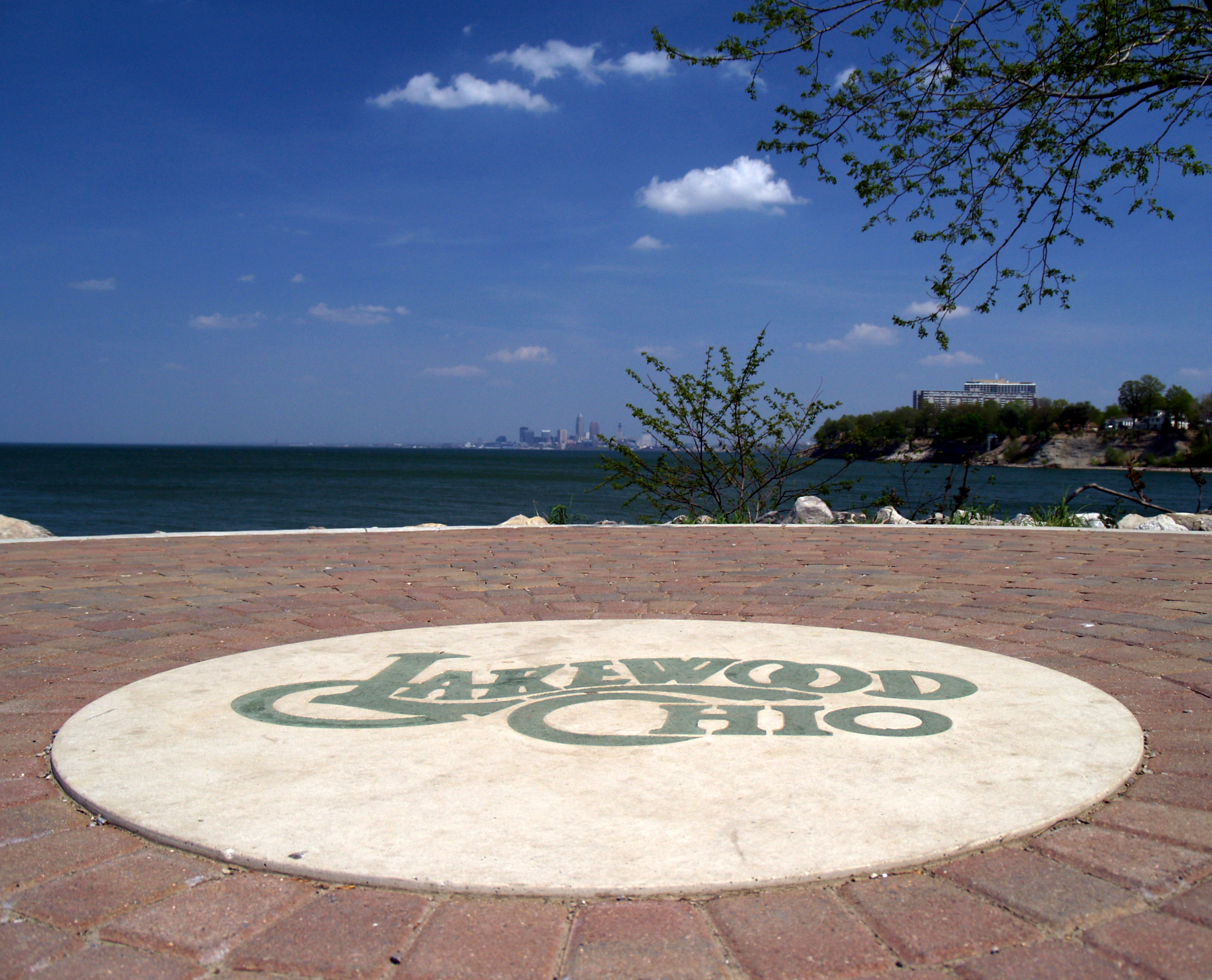
レイクフロント・プロムナード

市北中部のエリー湖岸には12.5ヘクタールのレイクウッド公園が立地している。同園はプール、テニスコート、バスケットボールコート、ソフトボール球場等のスポーツ施設や、子供の遊び場、グリルを備えたピクニックエリアを有する総合公園である。敷地内にはレイクウッド市内最古の石造の家屋が保存されており、内部は博物館になっている。また、2006年には、エリー湖越しにクリーブランドのダウンタウンを望める、レイクフロント・プロムナードというレンガ敷きの遊歩道が開設された。

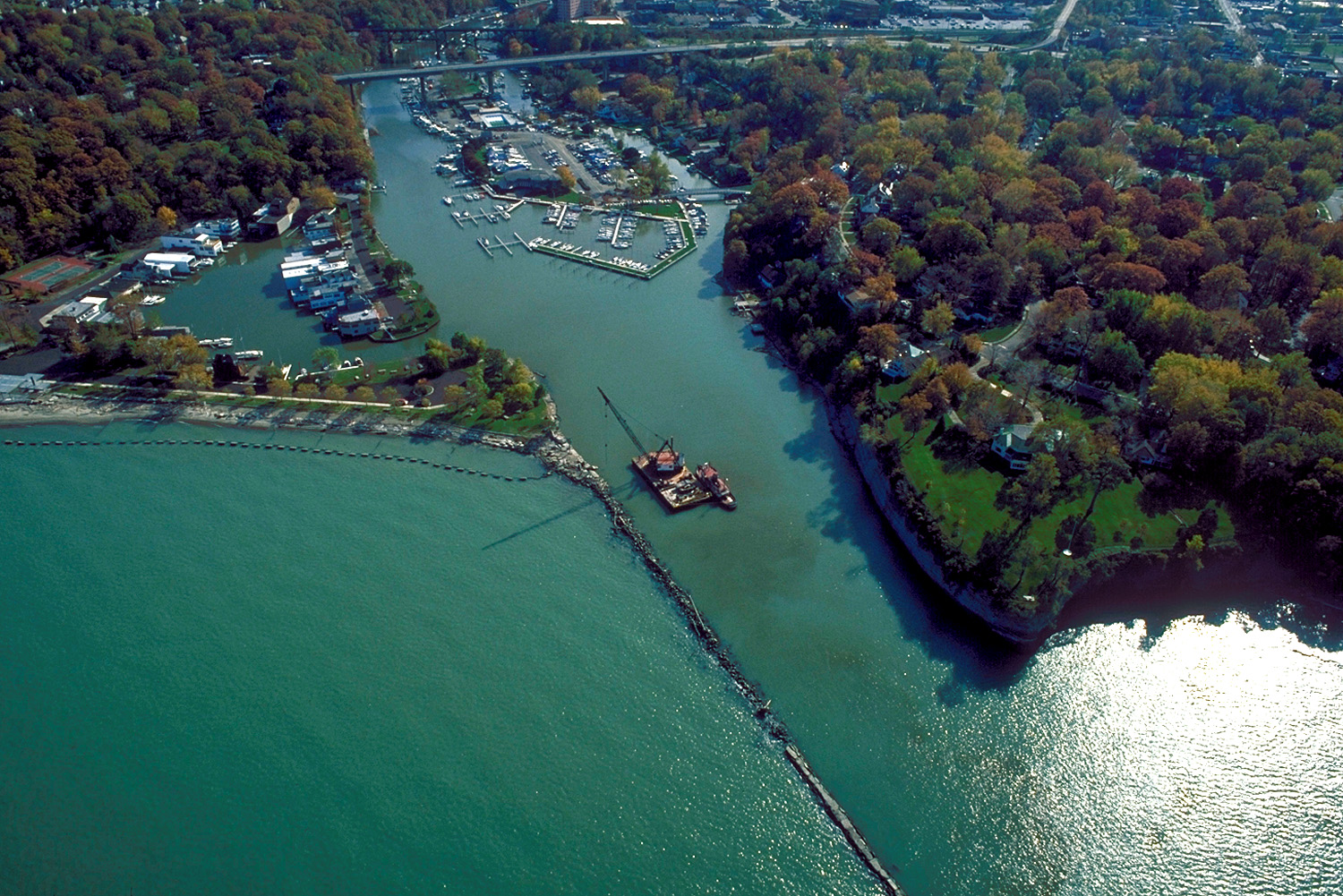
ロッキー川のヨットハーバー

市北西端、ロッキー川の河口近くの中州にはヨットハーバーが整備されている。この中州には、1878年に創立した地元のヨットクラブ、クリーブランド・ヨット・クラブが本拠を置いている。国道6号線のデトロイト・ロッキーリバー橋は、この中州を見下ろすようにまたいで、ロッキー川に架かっており、レイクウッドと対岸のロッキーリバー市を結んでいる。

## 人口推移
以下にレイクウッド市における1900年から2010年までの人口推移を表およびグラフでそれぞれ示す。クリーブランド・エリリア都市圏、およびクリーブランド・アクロン・カントン広域都市圏全体の人口については、クリーブランド (オハイオ州)#都市圏人口を参照のこと。
| 統計年 | 人口     |
| ------ | -------- |
| 1900年 | 3,355人  |
| 1910年 | 15,181人 |
| 1920年 | 41,732人 |
| 1930年 | 70,509人 |
| 1940年 | 69,160人 |
| 1950年 | 68,071人 |
| 1960年 | 66,154人 |
| 1970年 | 70,173人 |
| 1980年 | 61,963人 |
| 1990年 | 59,718人 |
| 2000年 | 56,646人 |
| 2010年 | 52,131人 |

## 註
1. 1 2 3 4 5 6  History of Lakewood. pp.51-53. City of Lakewood. 2015年12月21日閲覧.
2. ↑  Smith, Robert L. Cleveland's urban scene gets a boost from young adults moving in. Cleveland Plain Dealer. 2013年2月14日. 2015年12月27日閲覧.
3. ↑  Best Places to Raise Your Kids: Ohio. BusinessWeek. Bloomberg. 2010年. 2015年12月27日閲覧.
4. ↑  Winton Place Apartments. Emporis. 2015年12月23日閲覧.
5. ↑  Mayor of Lakewood. City of Lakewood. 2015年12月23日閲覧.
6. ↑  Lakewood City Council. City of Lakewood. 2015年12月23日閲覧.
7. ↑  Ward Map. City of Lakewood. 2014年6月. 2015年12月23日閲覧.
8. ↑  Full System Map. Greater Cleveland Regional Transit Authority. 2015年12月22日閲覧.
9. ↑  55-A-B-C: Cleveland State Line. Greater Cleveland Regional Transit Authority. 2015年12月22日閲覧.
10. ↑  W. 117 - Madison Rapid Station. Cleveland Regional Transit Authority. 2015年12月22日閲覧.
駅の出入口や駅前のバスターミナル等はクリーブランド側に設けられており、レイクウッドにはプラットホームの一部がかかっている。
11. ↑  Cleveland Hopkins Int'l. (Form 5010) Airport Master Record. Federal Aviation Administration. 2015年12月10日. 2015年12月22日閲覧.
12. ↑  Location. University of Akron Lakewood. 2015年12月23日閲覧.
13. ↑  Academics. University of Akron Lakewood. 2015年12月23日閲覧.
14. ↑  About the District. Lakewood City Schools. 2015年12月23日閲覧.
15. ↑  About Lakewood Public Library. Lakewood Public Library. 2015年12月23日.
16. ↑  Contact Us. Beck Center for the Arts. 2015年12月26日閲覧.
17. 1 2  About Us. Beck Center for the Arts. 2015年12月26日閲覧.
18. ↑  Youth Theatre. Beck Center for the Arts. 2015年12月26日閲覧.
19. ↑  Jean Bulicek Galleria. Beck Center for the Arts. 2015年12月26日閲覧.
20. ↑  Arts Education.  Beck Center for the Arts. 2015年12月26日閲覧.
21. ↑  Parks. City of Lakewood. 2015年12月26日閲覧.
22. ↑  Home. Cleveland Yachting Club. 2015年12月26日閲覧.
23. ↑  Gibson, Campbell. Population of the 100 Largest Cities and Other Urban Places in the United States: 1790 to 1990. US Census Bureau. 2005年.